# 사가 (문학)

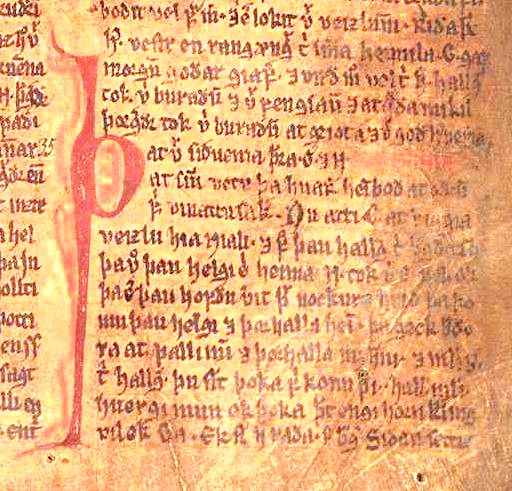

사가(Saga)는 중세 아이슬란드 문학에서 쓰인 산문 문학의 한 형식이다. '사가'라는 말은 아이슬란드어로 '말해진 것, 말로 전하다' 등을 뜻하며, 에다의 시나 궁정시에서도 이 의미로 쓰였다. 현대어로도 그런 뜻으로 해석되지만 1200년경에는 적어도 아이슬란드에 있어서는 '어떤 길이로 쓰인 이야기'를 뜻하게 되어 이런 종류의 문학형식은 세계문학에 있어 특수한 지위를 차지하기 때문에 '사가'라는 말이 이런 종류의 문학을 가리키는 술어(術語)가 되었다.
사가에는 장·단(長短) 여러 가지가 있고 문장은 간결하고 힘차게 되어 있다. 사가에 따라서는 궁정시를 여기저기에 삽입한 것도 있으나 산문의 이해는 쉽게 되어 있다. 종전에는 이들 사가의 대부분은 역사적 사실을 기술(記述)한 것이라고 생각되었다.
사가의 종류를 든다면 우선 훈족(族)의 왕 아틸라나, 부르군트의 왕, 그리고 니벨룽겐의 시 등에 나오는 영웅의 북구 고대의 사가, 노르웨이 왕들의 사가, 기독교의 성자들의 사가, 사랑이나 모험 등을 취급한 프랑스어(語) 등으로 번역된 기사의 사가, 아이슬란드인의 사가 등이 있다. 그리고 이들 사가 가운데 가장 유명한 것은 아이슬란드인의 사가인데 그 주요한 것들로는 〈니얄의 사가〉 〈에길의 사가〉 〈그레티르의 사가〉 등의 장편이 있다. 이들 사가 중 현재 남아 있는 것은 주로 아이슬란드에서 13세기에서 15세기 사이에 사본(寫本)된 것으로 덴마크와 스웨덴의 도서관에 있다.

## 같이 보기
- 신 에다

## 참고 자료
- 이 문서에는 다음커뮤니케이션(현 카카오)에서 GFDL 또는 CC-SA 라이선스로 배포한 글로벌 세계대백과사전의 내용을 기초로 작성된 글이 포함되어 있습니다.